# رباعي فينيل بورات البوتاسيوم
رباعي فينيل بورات البوتاسيوم هو مركب بورون عضوي له الصيغة KB(C6H5)4، ويكون على شكل صلب عديم اللون. إن هذا المركب عبارة عن ملح يتكون من كاتيون البوتاسيوم وأنيون رباعي فينيل البورات، وهو مثال نادر على ملح غير منحل في الماء للبوتاسيوم.

## الخواص
إن انحلالية مركب رباعي فينيل بورات البوتاسيوم في الماء ضعيفة جداً، ويبلغ مقدارها 1.8×10−4 غ/ل. بالمقابل، فإن هذا المركب ينحل في المذيبات العضوية.

## الاستخدامات
تستخدم خاصية الاتنحلالية الضعيفة في الماء لمركب رباعي فينيل بورات البوتاسيوم من أجل تحديد تركيز أيونات البوتاسيوم باستخدام الطرق التحليلية في الترسيب والتحليل الوزني.
{\displaystyle \mathrm {K^{+}\ +\ NaB(Ph)_{4}\ \longrightarrow \ KB(Ph)_{4}\ +\ Na^{+}} }
يكون للمركب بنية بوليمرية بوجود روابط بين حلقات الفينيل وأيونات البوتاسيوم، لذلك يمكن تصنيف المركب على أنه من مركبات البوتاسيوم العضوية.

## اقرأ أيضاً
- رباعي فينيل بورات الصوديوم